# SPring-8
SPring-8 (acronyme de Super Photon Ring – 8 GeV) est une installation de rayonnement synchrotron située dans la ville de Sayō, dans le district de Sayō, dans la préfecture de Hyōgo, au Japon. Elle a été développée conjointement par le RIKEN et l’Institut de recherche japonais sur l'énergie atomique (JAERI), est détenue et gérée par le RIKEN, et gérée pour le compte de l’Institut de recherche japonais sur le rayonnement synchrotron. La machine se compose d’un anneau de stockage contenant un faisceau d'électrons de 8 GeV. Sur son trajet autour de l’anneau de stockage, le faisceau passe à travers des dispositifs d'insertion pour produire un rayonnement synchrotron avec des énergies allant des rayons X mous (300 eV) aux rayons X durs (300 keV). Le rayonnement synchrotron produit à SPring-8 est utilisé pour l’analyse des matériaux et la caractérisation biochimique des protéines par de nombreux fabricants et universités japonais.
Avec l’Advanced Photon Source du laboratoire national d'Argonne et la Cornell High Energy Synchrotron Source de l’université Cornell aux États-Unis, l’European Synchrotron Radiation Facility (ESRF) de Grenoble (France) et PETRA de DESY (Hambourg, Allemagne), c’est l’une des cinq grandes installations de rayonnement synchrotron (énergie de faisceau supérieure à 5 GeV) au monde.

## Recherche
L’expérience LEPS (Laser Electron Photon Experiment at SPring-8) est une expérience produisant des faisceaux de photons de haute énergie (GeV) par diffusion Compton inverse des photons sur les électrons de 8 GeV du synchrotron SPring-8. Ceux-ci sont ensuite utilisés pour diverses expériences de physique des particules sur des hadrons. Le premier faisceau a été produit en 1999 et la prise de données a commencé en 2000.
La collaboration est connue pour ses rapports sur une résonance qu’ils interprètent comme un candidat de pentaquark Θ+ composé de deux quarks up, de deux quarks down et d’un antiquark étrange (uudds). La Review of Particle Physics de 2008 du Particle Data Group a exclu l’existence de cette résonance, mais de nouveaux rapports du LEPS indiquent que la résonance pouvait être observée dans le 

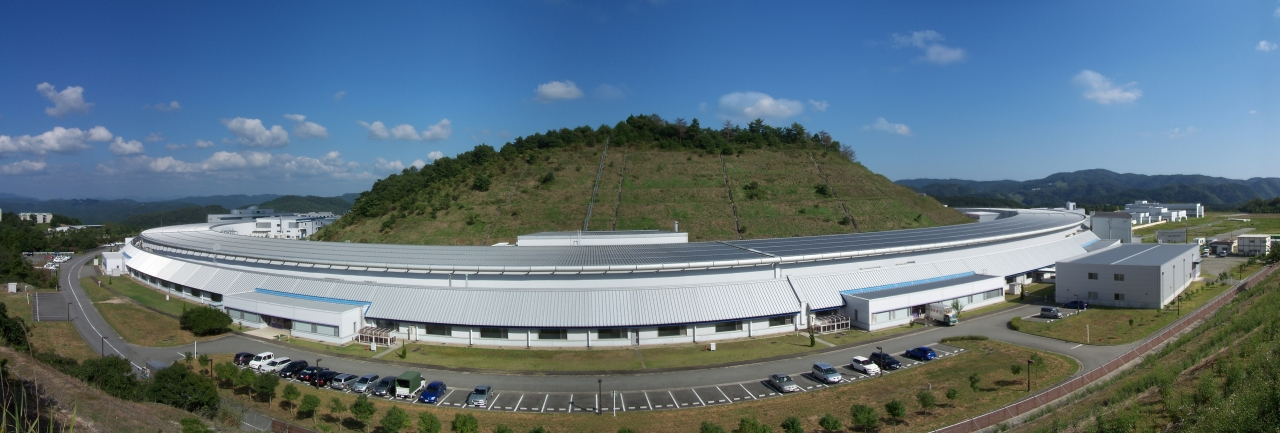
Vue panoramique de l'installation SPring-8.

canal γd → K+K−pn
.